# Costes de la Mulla
Les Costes de la Mulla és un indret del terme de Sant Esteve de la Sarga, al Pallars Jussà, en el territori del poble d'Alzina.
Estan situades a ponent del barranc de la Mulla, entre ell i la Serra d'Alzina i el poble d'aquest mateix nom.